# Global Mobility Service
Global Mobility Service株式会社（グローバルモビリティサービス、略称：GMS）は、日本に本社を構え、金融包摂型FinTechサービスをグローバルに展開しているスタートアップ企業。「真面目に働く人が正しく評価される仕組みを創造する」をビジョンに掲げる会社である。
経済産業省が推進する「J-Startup」選定企業。

## 概要
2013年設立のベンチャー企業。Mobility×IoT×FinTechを事業ドメインとする。
代表取締役社長 CEOは中島徳至。
真面目に働く人々が正しく評価される社会、誰もがクルマを始めとするモビリティを利用できる社会を創造すべく、IoT技術を活用したFinTechサービスを国内外で提供している日本のスタートアップである。
世界にはタクシーや物流等の仕事に就業すべく、金融機関等によるローンやリースを活用して車を入手したくとも、審査に通過せず車を購入できない人々が約14億人も存在する。これらの人々に対し金融サービスの活用機会を創出することで、人々が自らの意思によって生活水準を向上させることのできるきっかけを生み出し、豊かな社会を創造する事業を現在日本、フィリピン、カンボジア、インドネシア等ASEAN各国で展開している。
独自開発のIoT技術として、様々なモビリティの遠隔起動制御・情報センシングを実現するIoTデバイス「MCCS(Mobility-Cloud Connecting System)」、各種IoTデバイスからのデータを収集・分析・解析を可能にし、業界を横断したデータ連携を実現するOpen APIを実装した「モビリティサービスプラットフォーム(MSPF)」がある。

## 経営理念
- モビリティサービスの提供を通じ、多くの人を幸せにする
- 国際社会への貢献
- ステークホルダーからの信頼
- 未来への挑戦

## 沿革
- 2013年11月25日 - Global Mobility Service株式会社設立
- 2014年7月10日 - 遠隔通信制御機器 (MCCS) の開発[* 1]
- 2015年1月30日 - フィリピンにおける三輪商用タクシー（トライシクル）の電動化に向けた実証実験完了[1]
- 2015年2月2日 - 自動車IoTのビジネスモデルを開発[* 2]
- 2015年5月6日 - フィリピンに現地法人設立
- 2015年6月1日 - モビリティファナンスの与信審査を不要にする遠隔制御IoTシステムの開発（これまでの金融機関の常識を変える次世代テレマティクスシステムの登場）[* 3]
- 2016年1月12日 - "コネクテッドカーEXPO"に出展[* 4]
- 2016年1月12日 - 最速1秒搭載・24時間センシングを実現するIoTデバイス"MCCS mini"の開発に成功[* 5]
- 2016年2月26日 - 新型プリウスを対象としたテレマティクスサービスを提供しOBDポートを利用しないセンシングを実現[* 6]。テレマティクス事業者への製品提供を開始。
- 2017年1月18日 - オートファイナンスの与信補強を実現するFintechサービスのトライアルパッケージを提供開始[* 7]
- 2017年1月18日 - コネクテッドカーEXPOに出展。オートファイナンスの与信補強を実現するFinTechサービスを紹介[* 8]。
- 2017年2月2日 - 革新的なIoT端末「MCCS」を活用したローンファンド『SBISLテレマティクスローンファンド1号』運用開始[* 9]
- 2017年4月20日 - 総額約7億円のシリーズB資金調達をソフトバンク、住友商事、デンソー等の事業会社等から実施[* 10][* 11][2]
- 2017年6月28日 - JETRO「日ASEAN新産業創出実証事業」に採択[* 12]。ASEANのオートローン与信審査に通過しない人々へ車両を提供し、雇用の創出を可能にしたIoT×FinTechサービス。
- 2017年11月13日 - 東京都港区に本社移転[* 13]
- 2018年1月31日 - カンボジアに現地法人を設立[* 14][* 15]
- 2018年6月8日 - 総額約11億円のシリーズC資金調達をイオンフィナンシャルサービス、川崎重工業、凸版印刷、大日本印刷、双日等の事業会社等から実施[* 16][3][4]
- 2018年10月3日 - インドネシアに現地法人を設立[5]
- 2018年10月18日 - インドネシアでイオングループと４輪オートローン事業を開始
- 2019年3月1日 - 経団連に入会
- 2019年4月5日 - G20貿易・デジタル経済大臣会合「持続可能かつ包摂的な成長に貢献する国際ビジネス事例」として選出[6]
- 2019年9月2日 - 総額約17億円のシリーズD資金調達を デンソー、 クレディセゾン、大垣共立銀行、日本ケアサプライ、 三井住友トラスト・インベストメント等の事業会社等から実施[* 17][7]
- 2019年9月30日 - デンソーとインドネシアにおけるコールドチェーンの実証事業を開始
- 2019年11月20日 - GMSのサービスを利用した車両の総走行距離が“1億km（地球約2,500周分）”を突破
- 2020年3月19日 - 大垣共立銀行とFinTechを活用した新型マイカーローンの取り扱いを開始[* 18]
- 2020年5月18日 - デンソーとインドネシアで新型コロナウイルスを検出するPRC検査キットの流動活動を無償支援[8]
- 2020年11月10日 - 情報セキュリティマネジメントシステム（ISMS）の国際規格の認証範囲拡大[* 19]
- 2020年12月10日 - 厚生労働省の働き方改革 特設サイトにて代表事例として選出[9]
- 2020年12月22日 - GMSのサービスを利用した車両の総走行距離 “2億km（地球約5,000周分）”を突破[* 20]
- 2021年2月5日 - アジア開発銀行の調査レポートにて「グローバルモビリティサービスが代表事例」として選出[* 21][10]
- 2021年4月13日 - グローバルベンチャーとして日本で初めて国連の環境技術プラットフォーム「WIPO GREEN」にパートナー認定[* 22]
- 2021年6月10日 - 世界でGMSのサービスを利用した車両の総走行距離 “2.5億km（地球約6,250周分）”を突破[* 23]
- 2021年9月27日 - 2019年より日本国内で本格事業展開する GMSのFinTechサービスを利用した車両が“5,000台“突破[11]
- 2021年11月16日 - 世界でGMSのFinTechサービスを利用した車両の総走行距離 “3億km（地球約7,500周分）“突破[12]
- 2022年3月29日 - 世界でGMSのFinTechサービスを利用した車両の総走行距離 “3.5億km（地球約8,750周分）“突破[13]
- 2022年7月19日 - 世界でGMSのFinTechサービスを利用した車両の総走行距離 “4億km（地球約10,000周分）“突破
- 2022年10月7日 - 情報セキュリティマネジメントシステム(ISMS)の国際規格を取得[* 24]
- 2023年1月17日 - 従来比最大40%の賃金引き上げを実施[* 25](次年度入社の新卒正社員対象)
- 2023年1月26日 - 世界でGMSのFinTechサービスを利用した車両の総走行距離 “5億km（地球約12,477周分）“突破[* 26]
- 2023年6月8日 - 株式会社FINOLAB「FinTech Topics」にて紹介[14]
- 2023年7月3日 - 東京都千代田区に本社移転[* 27]
- 2023年7月10日 - 世界でGMSのFinTechサービスを利用した車両の総走行距離 “6億km（地球約15,000周分）“突破[15]
- 2024年3月26日 - 世界でGMSのFinTechサービスを利用した車両の総走行距離 “8億km（地球約20,000周分）“突破[* 28]
- 2024年6月5日 - 生産性新聞掲載[* 29]
- 2024年7月12日 - 世界でGMSのFinTechサービスを利用した車両の総走行距離 “9億km（地球約22,500周分）“突破[* 30]
- 2024年7月26日 - NHK「マッシュアップビジネス」にて紹介
- 2024年10月25日 - 世界でGMSのFinTechサービスを利用した車両の総走行距離 “10億km（地球約25,000周分）“突破[* 31]

## 業務提携
- 2015年2月2日 - フィリピンのケソン市と電動車両の大量導入に向けた合意[* 32]
- 2015年4月9日 - 富士通と協業し、フィリピンでの電動三輪タクシー普及に向けて実証開始[* 33][16]
- 2015年4月9日 - フィリピン最大の通信キャリアグループ及び電力グループと提携しプラットフォームが完成[* 34]
- 2015年8月4日 - SBIインベストメントを引き受け先として第三者割当増資を実施。国内外でモビリティーサービスプラットフォーム (MSPF) 構築に向け3億円を調達[* 35]。
- 2015年10月5日 - フィリピンの首都圏都市とFinTechを活用した低所得者向け車両提供サービスの大量導入に向けた覚書締結[* 36][17]
- 2016年3月16日 - フィリピンのパサイ市と与信審査を省略した車両提供サービスの拡大に向け提携[* 37]
- 2016年6月29日 - 住信SBIネット銀行とFinTech × IoTの業務提携[* 38]。革新的なIoT端末を活用したオートローンサービスの開発検討に着手。
- 2016年7月27日 - アガスタとモビリティサービスプラットフォーム (MSPF) を活用し与信不要の中古車販売をアフリカ市場で展開[* 39]。新たなファイナンススキームの構築を目指し、協業。
- 2016年7月28日 - 住友三井オートサービスと自動車IoT分野のサービス創出に向け業務提携[* 40]。
- 2016年8月22日 - フィリピン最大手の通信会社PLDT、フィリピン全土へのIoTサービス提供へ向け業務提携[* 41]
- 2016年9月15日 - フィリピンの大手金融グループBPI Globe BanKO、FinTech事業の業務提携[* 42]
- 2017年6月22日 - フィリピンで成長率No.1のパラニャーケ市と提携し、準公共交通機関である三輪タクシーのドライバー就業希望者に、低所得者層でも新型車両が入手可能となるFinTechサービスを提供[* 43][18]
- 2017年7月28日 - イオンフィナンシャルサービスと画期的なオートローン創造の協業で合意[* 44]
- 2017年8月3日 - フィリピンのナヴォタス市と低所得者層へ三輪タクシー車両を提供するFinTechサービス提供拡大へ向け提携[* 45][19]
- 2017年12月14日 - バイテックグローバルエレクトロニクスと業務提携[* 46]
- 2018年2月13日 - 西京銀行と業務提携[* 47][20]
- 2018年4月19日 - フィナンシャルドゥと業務提携[* 48]
- 2018年6月7日 - 双日と資本業務提携[* 49]
- 2018年7月6日 - バイテックグローバルエレクトロニクスと資本業務提携[* 50]
- 2018年7月26日 - 韓国最大手銀行のSBJ銀行と国内外ファイナンス事業創出に向けた業務提携
- 2018年7月27日 - イオングループと４輪FinTechサービスに向けた資本業務提携
- 2018年11月8日 - インドネシアでマレーシア最大手銀行であるMaybankグループと４輪FinTechサービスに向けた業務提携
- 2018年12月4日 - カンボジアで韓国最大手銀行であるShinhan Bankグループと4輪FinTechサービスに向けた業務提携
- 2019年6月29日 - 大垣共立銀行とSDGsの実現に向けた包括業務提携
- 2019年7月1日 - インドネシアの独立系ディーラー最大手のTunas Rideanと業務提携
- 2019年9月26日 - 広島銀行とFinTechを活用したオートローンの提供に向けた業務提携
- 2020年6月29日 - インドネシアでオンデマンド物流プラットフォーマーLalamoveと包括業務提携[21]
- 2021年7月16日 - 日本でアプラスと提携し新型マイカーローンを全国展開[22]
- 2021年8月17日 - ナルネットコミュニケーションズと金融機関向け包括的自動車リースサービス提供のため業務提携[23]
- 2021年10月29日 - 愛媛銀行とFinTechを活用したオートローン提供を開始[24]
- 2022年2月14日 - スルガ銀行とFinTechを活用したオートローン提供を開始[25]
- 2022年3月14日 - DNP、ユニアデックスとフィリピンにて物流マッチングサービス提供のため合弁会社を設立[26]
- 2022年9月6日 - ガッツジャパンとラストワンマイル物流ドライバー不足を補うため、未経験の方でも1ヶ月から始めらる「短期リース」サービスの提供を開始[* 51]
- 2022年11月9日 - ガッツジャパンと軽バン短期リースサービス「おためしリースル」をデリバリーサービス大手「Wolt」の配達パートナーの方を対象に開始[* 52]
- 2023年9月26日 - インドネシア現地法人がJETROによる「日ASEANにおけるアジアDX促進事業」に採 択され、実証実験を開始[* 53]
- 2023年10月23日 - ハコベルの「ハコベルサポーターズプログラム」において、配送ドライバー専用カーリース「GMSおためしリースル」と提携[* 54]
- 2023年12月15日 - インドネシア現地法人が現地パートナー企業と連携し、「自動車運送業における人材不足」解決を目指す調査を実施[* 55]
- 2024年1月10日 - 住友商事のグループ会社SMFと提携し、フィリピンにてドライバーの車両購入資金をSMFが拠出、GMSが顧客サポートを行い現地ドライバーの就業支援を開始[* 56]
- 2024年2月9日 - インドネシア現地法人がインドネシアで6000万人が利用する東南アジア最大のライドシェアサービス「Gojek」と業務提携開始[* 57]

## 受賞
- 2016年9月29日 - 独自開発のIoTデバイス"MCCS"が2016年グッドデザイン賞を受賞[27]
- 2016年12月14日 - Morning Pitchi Special Edition2016にて最優秀賞を受賞[28]
- 2017年4月27日 - 三菱東京UFJ銀行主催"第4回 Rise Up Festa"のソーシャルビジネス部門にて最優秀賞を受賞[29]
- 2017年11月5日 - 自動車業界の概念を覆すプロダクト・サービスを決定する東京モーターショー THE MEET UPピッチプレゼンにて優勝[30]
- 2018年4月13日 - 世界最大のグローバル起業家コミュニティ「エンデバー・アントレプレナー」に選出[31]
- 2018年7月12日 - 国内ベンチャー１万社の中から「J-Startup」に選出(主催：経済産業省）[32][33]
- 2018年8月1日 - 国内ベンチャー２千社の中から「Mizuho Innovation Award 2018年」を受賞（主催：みずほ銀行）
- 2018年8月29日 - 第8回 NTTデータ「グローバルオープンイノベーションコンテスト」にて最優秀賞を受賞（主催：NTTデータ）[34]
- 2018年10月26日 - 「Distribution & Marketing Innovation Awards 2018」にて、SBJ銀行との協業ローンが最高賞を受賞[35]
- 2018年11月28日 - Forbes JAPAN「日本の起業家ランキング2019」にてGMS代表中島がBEST10に選出[36]
- 2019年2月5日 - 日経ビジネス「世界を動かす日本人50」にGMS代表中島が選出
- 2019年2月6日 - JAPAN VENTURE AWARDS 2019にて中小企業庁長官賞を受賞
- 2019年4月12日 - 第40回国際交通安全学会賞 業績部門を受賞
- 2019年6月25日 - Forbes JAPAN「日本のインパクト・アントレプレナー35」にGMS代表中島が選出[37]
- 2019年10月2日 - 「世界の貧困層を救うFinTechサービス」が2019年度グッドデザイン・ベスト100を受賞
- 2019年10月31日 - 「世界の貧困層を救うFinTechサービス」が2019年度グッドデザイン金賞（経済産業大臣賞）を受賞[38]
- 2019年11月25日 - Forbes JAPAN「日本の起業家BEST10 2020」にてGMS代表中島が選出[39]。
- 2020年2月21日 - 第8回技術経営・イノベーション大賞にて選考委員特別賞を受賞[40]
- 2020年2月27日 - 内閣府 第2回 日本オープンイノベーション大賞にて経済産業大臣賞を受賞[* 58]
- 2020年6月29日 - DNPとの東南アジアにおける物流配送マッチングサービスが「MaaS アワード 2020」にて優秀賞を受賞[* 59]
- 2020年10月22日 - 第8回プラチナ大賞にて経済産業大臣賞（大賞）を受賞[41]
- 2020年11月25日 - Forbes JAPAN「日本の起業家BEST10 2021」にてGMS代表中島が3年連続で選出[42]
- 2021年3月19日 - 第2回IP BASE AWARDにて奨励賞を受賞 ― FinTechサービス企業として初（主催：特許庁）[43]
- 2021年8月2日 - 17万人の起業家が出場する国際大会Entrepreneurship World Cupの日本代表に選出[44]
- 2022年3月10日 - 「JFIA2022」でコラボレーション賞を受賞 アプラスと共同で推進した外国人向け新型マイカーローンの取り組みが評価[45]
- 2022年3月31日 - 「FIN/SUM2022 インパクトピッチ」日経賞（最優秀賞）受賞
- 2022年7月20日 - 「WIPO Global Awards」ファイナリストに選出
- 2022年12月7日 - 「第4回日本サービス大賞」で優秀賞と審査員特別賞を受賞。同アワードで初のダブル受賞[46]
- 2023年10月12日 - ロールモデルとなることが期待される30社「J-Startup Impact」に選出。(主催：経済産業省）[47]
- 2024年3月22日 - デロイトトーマツ「Technology Fast 50 2023 Japan」にランクイン[* 60]
- 2024年7月22日 - 日本スタートアップ大賞2024 「国土交通大臣賞」を受賞[48]
- 2024年11月21日 - 令和6年度東京都ベンチャー技術大賞にて「特別賞」を受賞[49]